# Tarczyn
Tarczyn è un comune urbano-rurale polacco del distretto di Piaseczno, nel voivodato della Masovia.
Ricopre una superficie di 114,15 km² e nel 2004 contava 10 412 abitanti.